# Diogo Moreira
Diogo Moreira Nascimento (San Paolo, 23 aprile 2004) è un pilota motociclistico brasiliano.

## Carriera

### Gli inizi
Dopo aver cominciato la carriera motociclistica nel motocross in Brasile, dal 2017 prosegue la carriera in Spagna. Nel 2019 esordisce nella Talent Cup del campionato spagnolo, ottenendo una vittoria e tre podi, terminando al sesto posto. Nel 2020 passa alla classe Moto3 sempre del CEV, conquistando un quinto posto quale miglior risultato e terminando undicesimo. Nel 2021 rimane nella stessa categoria, terminando nuovamente undicesimo.

### Moto3
Nel 2022 approda nel motomondiale nella classe Moto3 con il team MT Helmets - MSI che gli affida una KTM RC 250 GP, il compagno di squadra è Ryusei Yamanaka. Ottiene la sua prima pole durante il Gran Premio di Gran Bretagna a Silverstone e chiude la stagione all'ottavo posto nella classifica pilota, in classifica risultando anche essere il miglior rookie. Nel 2023 viene confermato con il team MT Helmets - MSi trovandosi come compagno di squadra Syarifuddin Azman. Alla prima gara in Portogallo ottiene il suo primo podio della carriera chiudendo in terza posizione. Si ripete anche nella gara successiva, migliorando ulteriormente il precedente risultato e concludendo secondo nel GP d'Argentina. La sua stagione continua con degli alti e bassi fino al 15 ottobre dove a Mandalika, dopo aver fatto la Pole, vince il suo primo Gran Premio nel Motomondiale. termina il campionato confermandosi all'ottavo posto.

### Moto2
Per il 2024 compie il salto di categoria in Moto2, firmando con Italtrans Racing dove trova Dennis Foggia come compagno di squadra. Conclude il campionato al tredicesimo posto e, grazie al podio conquistato al Gran Premio della Solidarietà, è il miglior esordiente dell'anno.

## Risultati nel motomondiale
| 2022 | Classe | Moto |   |     |   |     |    |    |    |     |    |    |    |   |   |   |    |   |   |   |   |   |  |  | Punti | Pos. |
| ---- | ------ | ---- | - | --- | - | --- | -- | -- | -- | --- | -- | -- | -- | - | - | - | -- | - | - | - | - | - |  |  | ----- | ---- |
| 2022 | Moto3  | KTM  | 6 | Rit | 6 | Rit | 10 | 10 | 14 | Rit | NP | 16 | 16 | 6 | 6 | 7 | 15 | 6 | 6 | 7 | 5 | 8 |  |  | 112   | 8º   |

| 2023 | Classe | Moto |   |   |   |    |     |   |   |    |   |   |    |    |    |    |   |     |    |     |    |     |  |  | Punti | Pos. |
| ---- | ------ | ---- | - | - | - | -- | --- | - | - | -- | - | - | -- | -- | -- | -- | - | --- | -- | --- | -- | --- |  |  | ----- | ---- |
| 2023 | Moto3  | KTM  | 3 | 2 | 4 | 10 | Rit | 7 | 7 | 12 | 7 | 8 | 16 | 12 | 13 | 14 | 1 | Rit | 13 | Rit | 26 | Rit |  |  | 131   | 8º   |

| 2024 | Classe | Moto  |    |    |    |     |    |     |    |    |   |     |    |    |   |    |     |   |   |   |    |   |  |  | Punti | Pos. |
| ---- | ------ | ----- | -- | -- | -- | --- | -- | --- | -- | -- | - | --- | -- | -- | - | -- | --- | - | - | - | -- | - |  |  | ----- | ---- |
| 2024 | Moto2  | Kalex | 22 | 18 | 14 | Rit | 26 | Rit | 11 | 16 | 4 | Rit | 16 | 17 | 8 | NP | Inf | 8 | 5 | 5 | 10 | 3 |  |  | 80    | 13º  |

| 2025 | Classe | Moto  |   |     |    |   |   |   |   |   |   |   |     |     |   |  |  |  |  |  |  |  |  |  | Punti | Pos. |
| ---- | ------ | ----- | - | --- | -- | - | - | - | - | - | - | - | --- | --- | - |  |  |  |  |  |  |  |  |  | ----- | ---- |
| 2025 | Moto2  | Kalex | 4 | Rit | 21 | 5 | 4 | 4 | 2 | 2 | 4 | 1 | Rit | Rit | 1 |  |  |  |  |  |  |  |  |  | 153   |      |

| Legenda | 1º posto        | 2º posto            | 3º posto            | A punti      | Senza punti        | Grassetto – Pole position Corsivo – Giro più veloce |
| Legenda | Gara non valida | Non qual./Non part. | Ritirato/Non class. | Squalificato | '-' Dato non disp. | Grassetto – Pole position Corsivo – Giro più veloce |